# SN 2004ef
SN 2004ef – supernowa typu Ia odkryta 4 września 2004 roku w galaktyce UGC 12158. W momencie odkrycia miała maksymalną jasność 18,50m.